# Estland i Junior Eurovision Song Contest
Estland debuterade i Junior Eurovision Song Contest 2023 och har till och med 2024 deltagit 2 gånger. Landet är därmed det senaste att debutera.
Eesti Rahvusringhääling (ERR) är ansvariga för landets deltagande. ERR hade tidigare sänt tävlingen 2003 och 2004, men sände inte tävlingen fram till sin debut 2023.
Estland representerades 2023 av ARHANNA och bidraget Hoiame Kokku. Bidraget slutade på en femtonde plats med 49 poäng. Året efter slutade landet på 14:e plats med Annabelle och "Tänavad". ERR bekräftade den 11 december 2024 att Estland inte kommer delta i tävlingen 2025 på grund av budgetnedskärningar. I april 2025 tillkännagav man att Estland framöver skulle delta i tävlingen vartannat år eftersom tävlingen Tähtede lava också arrangeras vartannat år.

## Bidrag
| År   | Artist    | Bidrag       | Placering | Poäng |
| ---- | --------- | ------------ | --------- | ----- |
| 2023 | ARHANNA   | Hoiame Kokku | 15        | 49    |
| 2024 | Annabelle | Tänavad      | 14        | 55    |